# 六角手风琴

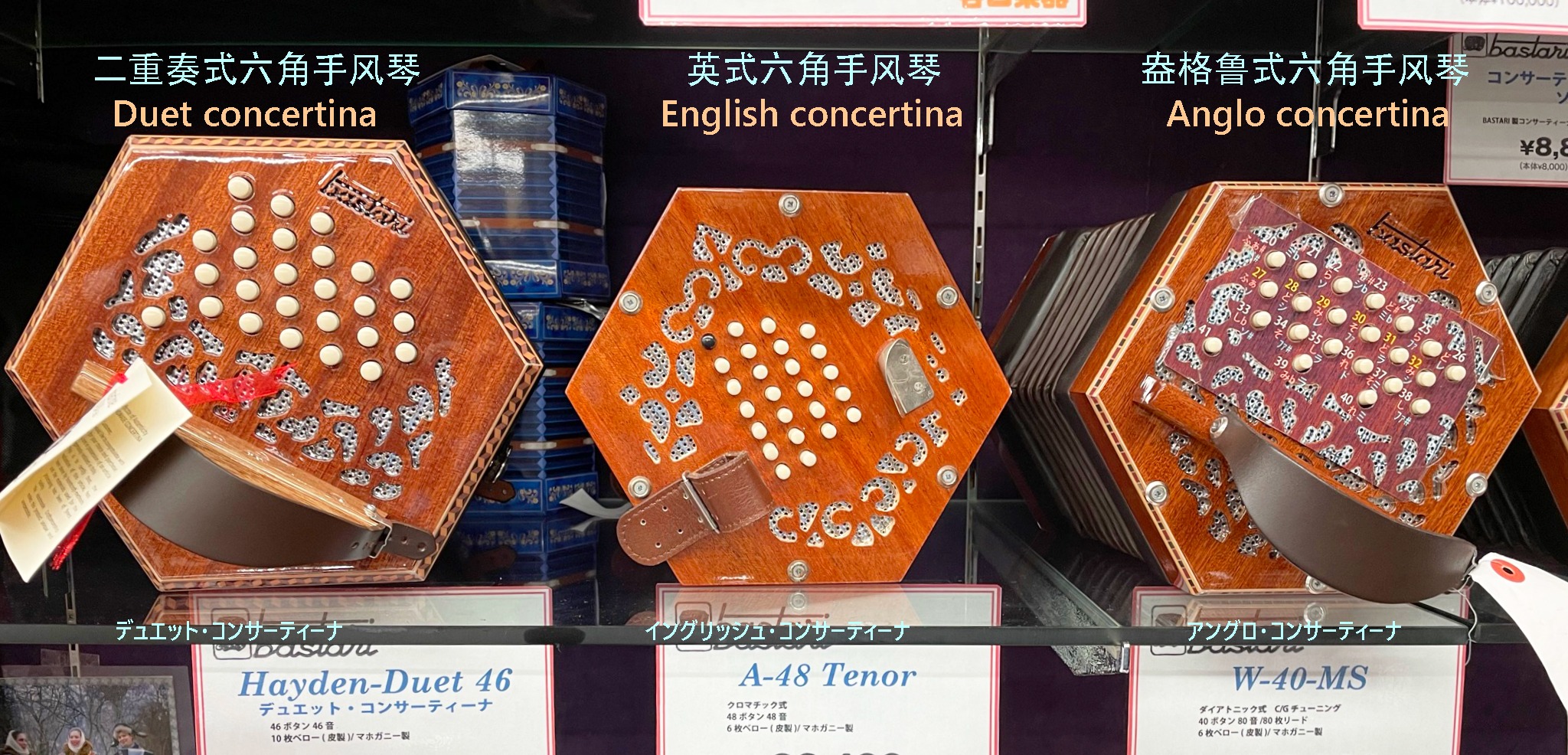
二重奏式六角手风琴、英式六角手风琴、盎格鲁式六角手风琴

六角手风琴（Concertina）与各类其他手风琴及口琴类似，是簧片类乐器。它有风箱，琴键钮通常在琴身两侧。演奏时触压键钮，使其与风箱同向运动，而一般手风琴，按键方向与风向运动方向垂直。
六角手风琴很可能是各自独立地在英格兰和德国发展起来的。英格兰六角手风琴由查尔斯·威斯通爵士发明于1829年。卡尔·弗里德里希·尤利格则于1834年公布了德国六角琴。在古典音乐、爱尔兰、英格兰和南非的传统音乐以及探戈和波尔卡音乐中多有使用。

## 体系

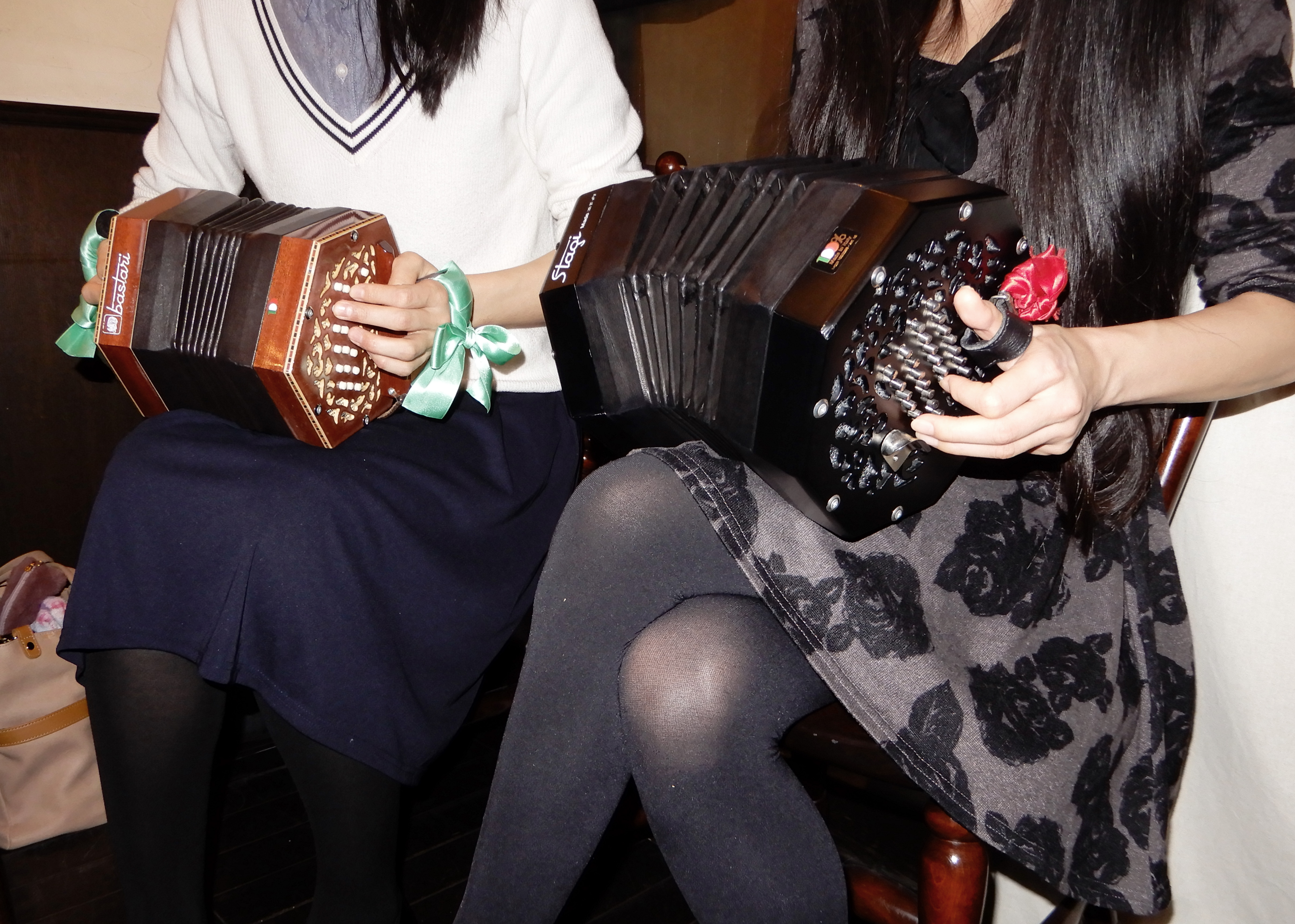
盎格鲁六角手风琴和正八边形的英格兰六角手风琴

六角手风琴这一名称涉及一类手持的、风箱驱动的簧片乐器。它们的体系会有不同，主要区别在于键盘安排以及在风箱推与拉时按键发出同一音符（单音）还是不同的音符（双音）。  
由于六角手风琴几乎同时出现在英格兰和德国，六角琴的体系可大致分为英格兰、盎格鲁-日耳曼和日耳曼三个类型。对于掌握一种体系的乐手，对另外一个体系可能完全不明就里。

### 英格兰六角手风琴和重奏六角手风琴

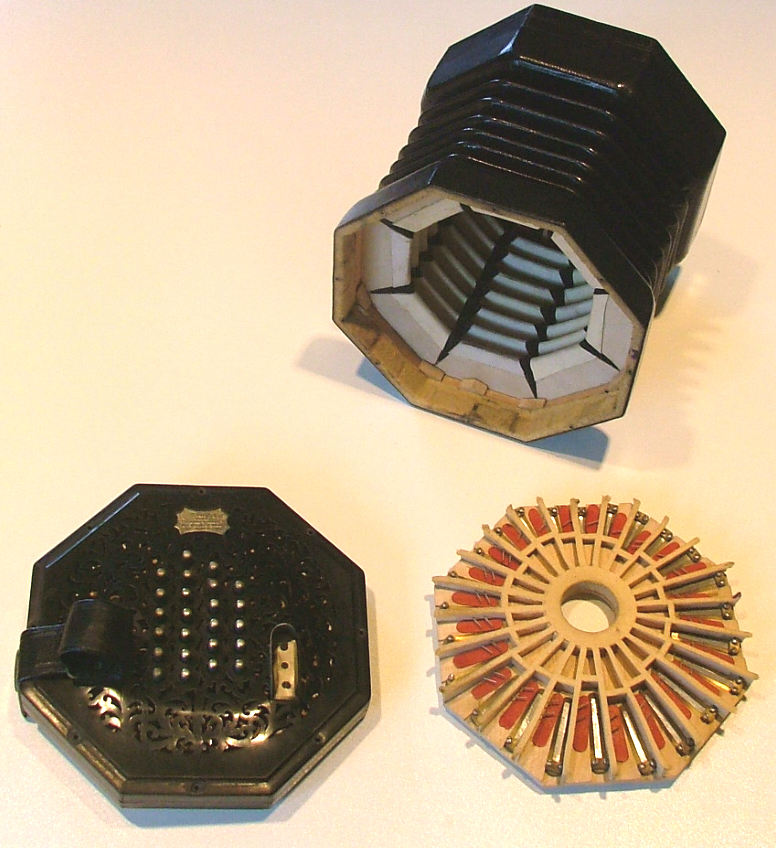
英格兰六角手风琴分解，展示风箱、簧片盘和按键钮

英格兰六角手风琴和重奏六角手风琴在历史上和琴的结构上都有类似之处。二者均使用半音音阶以及单音体系，即在风箱推拉时发出同一音符。这两种在英格兰发展的乐器尺寸都小于日尔曼六角手风琴，通常呈六角形，也有八角、十角甚至十二角的。英格兰体系让音符分布于琴的两侧，容易演奏快节奏曲调。双重奏体系将低音部分置于左侧，高音部分置于右侧，以便演奏交错的和声和曲调。 
英格兰六角手风琴是查尔斯·惠斯通爵士发明的，他于1829年在大不列颠获得专利。惠斯通在1844年也获得重奏六角手风琴的专利。

### 盎格鲁六角手风琴

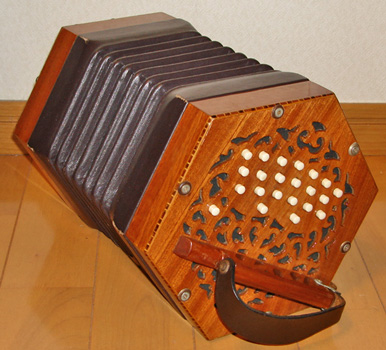
Bastari 40键 盎格鲁六角手风琴

盎格鲁或称为盎格鲁-日耳曼的六角手风琴从历史上看就是一种英格兰和日耳曼六角手风琴的混搭。键钮的安排通常与优立格1834年发明的20键日耳曼六角手风琴相同，采用双音体系。这种琴发明后几年，因为便于演奏而前且价格低廉，就在英格兰、爱尔兰和北美广为流行。英格兰的制造商以传统的英式方法生产出了自己的版本，以迎合流行趋势：他们不用长簧片，而使用六角琴簧片；每个键钮都有独立的枢轴，六角形形状，其结果就是现代的盎格鲁六角手风琴。

### 日耳曼手风琴

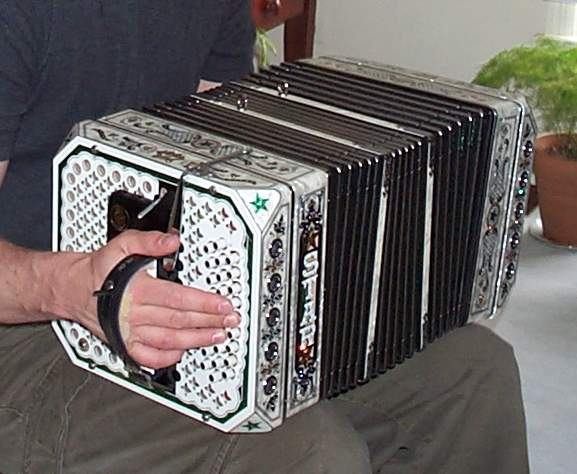
2000年在美国伊立诺西赛罗，由Star Mfg 生产的肯密泽(Chemnitzer)琴

德国为本地区市场和流浪艺人发展起来的日耳曼琴，比英格兰和盎格鲁琴尺寸更大。通常采用双音体系，使用长琴簧，外形四角为多。有时候一个键纽有几个琴簧，能产生一种颤音效果。

#### 肯密泽琴
多种德国琴体系采用具有同一结构特点的体系和键纽布局。在美国，特别是在中西部，德国和中欧后裔聚集区，六角手风琴就是肯密泽琴。肯密泽琴采用双音体系，与班东尼（Bandoneon）密切相关，只是键纽布局和外部装饰风格不同。在经过德裔美国制造商和发明家奥托·西里西（Otto Schlicht）:204在机械上做了些创新后，出现了新的变种，叫做泽莫曼（C. F. Zimmerman）的卡耳斯费德琴（Carlsfelder concertina）。这种琴在1849年面世，1851年伦敦世博会展出。

#### 班东尼琴
班东尼手風琴（bandonion）或稱班多鈕手風琴（bandoneón），是一种日耳曼琴体系，采用亨里齐（Heinrich Band）划分的双音布局。虽说原本想作为小教堂管风琴的替代，很快世俗化。因为班多鈕手風琴十九世纪在阿根廷风靡一时，同时在阿根廷和乌拉圭多种舞蹈发展出了探戈舞，现在班多鈕手風琴與探戈音乐密不可分。班多鈕手風琴大多是双音体系，在1920年代出现了一些单音体系变种，如1925年左右的Ernst Kusserow 和 Charles Peguri 体系:18。典型的班多鈕手風琴每个键纽会有多个琴簧，调整为八度音阶岔开Ástor Piazzolla是这种乐器中最著名的乐器之一。

## 历史

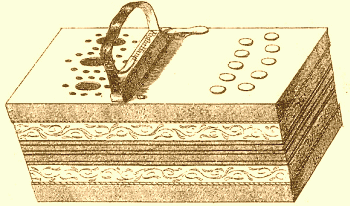
日耳曼琴，十九世纪中叶

### 十九世纪
1830年代中，日尔曼和英格兰风格的六角手风琴分别在这两个地区制造和销售。两种体系随着它们越来越受到欢迎，分别进化为现今的形式。售价和使用的广泛性使二者渐显分野。日尔曼或者盎格鲁日尔曼琴被认为是低档乐器，英格兰六角手风琴则具有小资情调。英格兰六角手风琴作为室内乐器在古典音乐演奏上更受欢迎，而日尔曼琴更多地用于日常大众舞蹈伴奏。
1850年，盎格鲁日尔曼琴在演奏乐曲和伴奏上的出色能力，使英格兰地区的制造商开始开发重奏手风琴体系。麦肯（Maccann）体系一直流行到了十九世纪末。同时日尔曼制造商开始为当地制造多于20键的琴。三种键钮体系最终得以流行：乌力格的肯密泽体系、齐默曼的卡斯费德体系以及班东尼的莱茵舍体系。不同的日尔曼制造商力图统一日尔曼琴的键钮布局 — 但这种努力在十九世纪末只获得了部分成功。肯密泽和卡斯费德体系得以融合。班东尼体系得以创立。尽管有了新的标准，旧的体系一直沿用到了二十世纪。
整个十九世纪六角手风琴都很流行。英格兰、美国、澳大利亚和新西兰的救世军在其乐队内广泛使用六角琴，乐队和音乐家们在讲英语的各地区演奏六角琴。德国移民带着他们的肯密泽琴到了美国和阿根廷，在当地流行开来。在英格兰、美國和澳大利亚六角手风琴几乎无处不在。

### 二十世纪早期
二十世纪早期六角手风琴的流行程度迅速降低。原因包括手风琴的崛起、其它乐器（如钢琴）的大规模生产、半音且少调性的音乐如布鲁斯和爵士乐日益兴盛以及由于收音机和唱机的应用使得总体上业余音乐家数量减少。到了二十世纪中期，六角手风琴的制造者已寥寥无几，并且他们通常只能用手风琴的簧片以及便宜且低质量的琴键制作六角手风琴。然而还是有少的琴通过各种方式在某些领域保留了下来：爱尔兰传统音乐中的盎格鲁琴、莫里斯舞蹈中使用的英格兰琴和盎格鲁琴、南非欧洲人（布尔音乐）和祖鲁人（他们把六角琴称为“挤压盒（squashbox）”）使用的盎格鲁琴、美国在波尔卡乐曲中用肯密泽琴，还有阿根廷人在探戈中必不可少的班东尼琴。在一次世界大战和二次世界大战之间，德国有不少六角琴和班东尼琴的乐队，但随着纳粹的统治，这些乐队逐渐消失。

### 民谣的复兴与现状

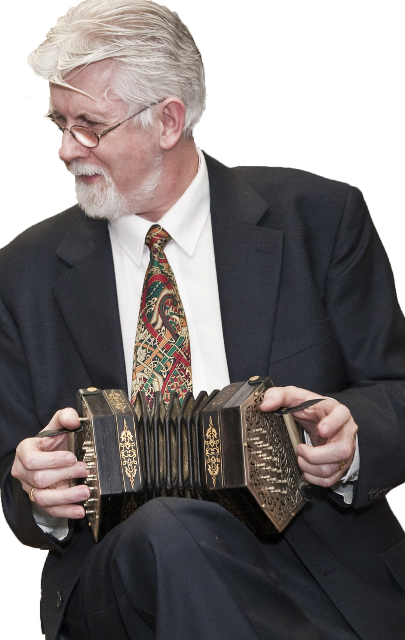
爱尔兰历史学家 Gearóid Ó hAllmhuráin

20世纪60年代的民谣复兴运动导致了六角手风琴的些许复苏，尤其是盎格鲁琴。最近，六角手风琴人气似乎再次呈上升趋势，特别是传统爱尔兰音乐中用的盎格鲁琴。20世纪80年代，探戈的兴起，也带带动了人们对对班东尼手风琴的兴趣。
二十一世纪，在英国的许多地区依然使用英格兰和盎格鲁体系六角手风琴演奏传统音乐。意大利和中国在大规模生产六角手风琴，欧洲、南非、澳大利亚和北美，也有个体作坊生产这种乐器。
从昂贵的传统伸缩式簧片，到流水线生产的中低档簧片，现代乐器制作工艺可以生产出适用于不同场合的六角手风琴。